# 奧希阿諾 (加利福尼亞州)
奧希阿諾（英語：Oceano）是位於美國加利福尼亞州聖路易斯-奧比斯保縣的一個人口普查指定地區。

## 地理
奧希阿諾的座標為35°06′10″N 120°36′41″W / 35.10278°N 120.61139°W，而該地最高點為海拔高度9米（即30英尺）。

## 人口
根據2010年美國人口普查的數據，奧希阿諾的面積為4.006平方千米，當中陸地面積為3.967平方千米，而水域面積為0.039平方千米。當地共有人口7286人，而人口密度為每平方千米1,818人。